# Омења
Омења (итал. Omegna) је насеље у Италији у округу Вербано-Кузио-Осола, региону Пијемонт.
Према процени из 2011. у насељу је живело 14868 становника. Насеље се налази на надморској висини од 307 м.

## Становништво
Према резултатима пописа становништва 2011. у општини је живело 15.744 становника.
| 1931.  | 1936.  | 1951.  | 1961.  | 1971.  | 1981.  | 1991.  | 2001.  | 2011.  |
| ------ | ------ | ------ | ------ | ------ | ------ | ------ | ------ | ------ |
| 11.078 | 11.628 | 12.945 | 14.063 | 16.305 | 16.461 | 15.371 | 15.373 | 15.744 |

## Партнерски градови
- Лоди